# Baddeck
Baddeck (/bəˈdɛk/ ; en gaélique écossais : Badaig) est un village canadien située dans le comté de Victoria en Nouvelle-Écosse.
On y trouve un port et le lieu historique national Alexander-Graham-Bell.

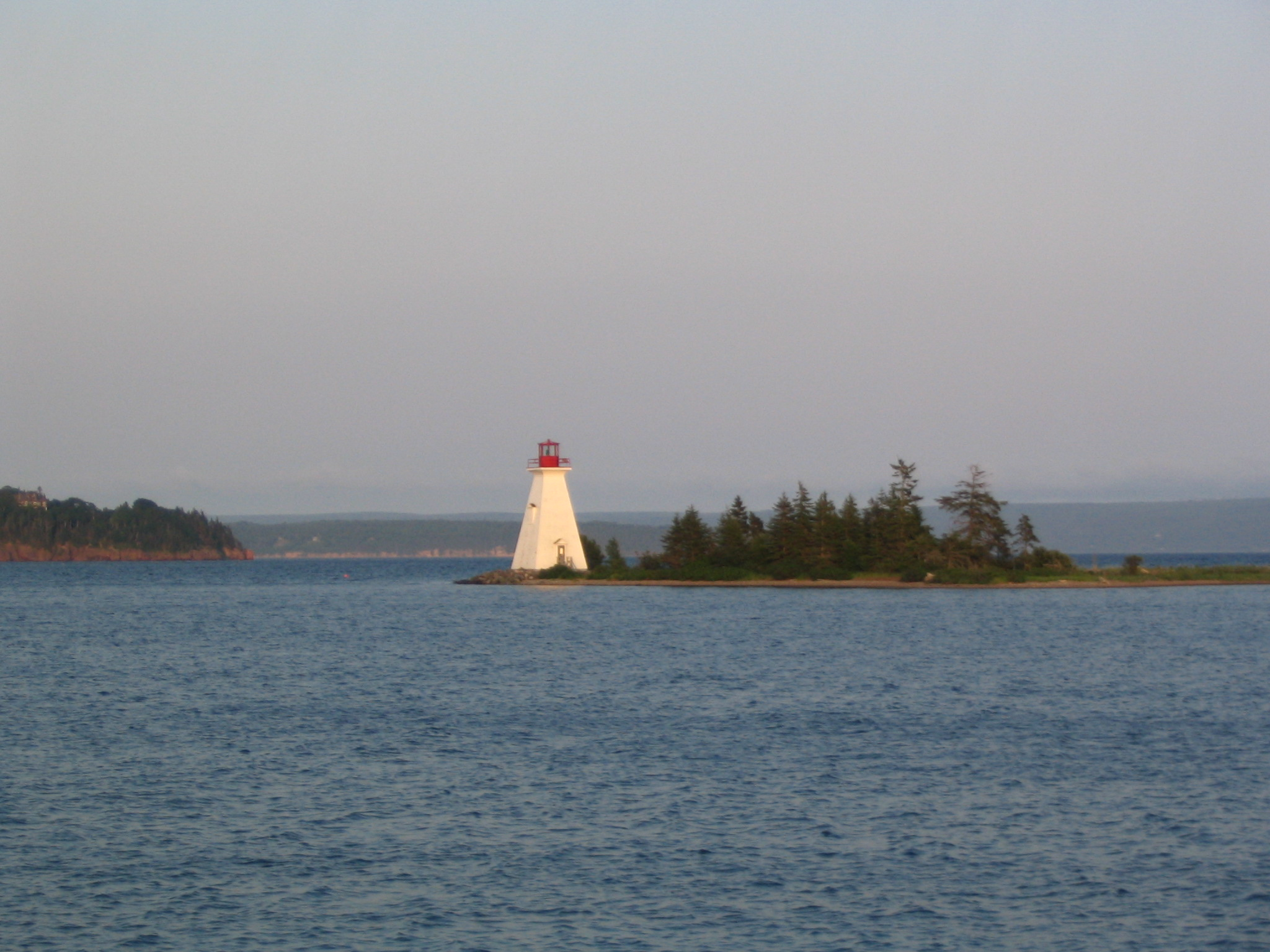
Le phare
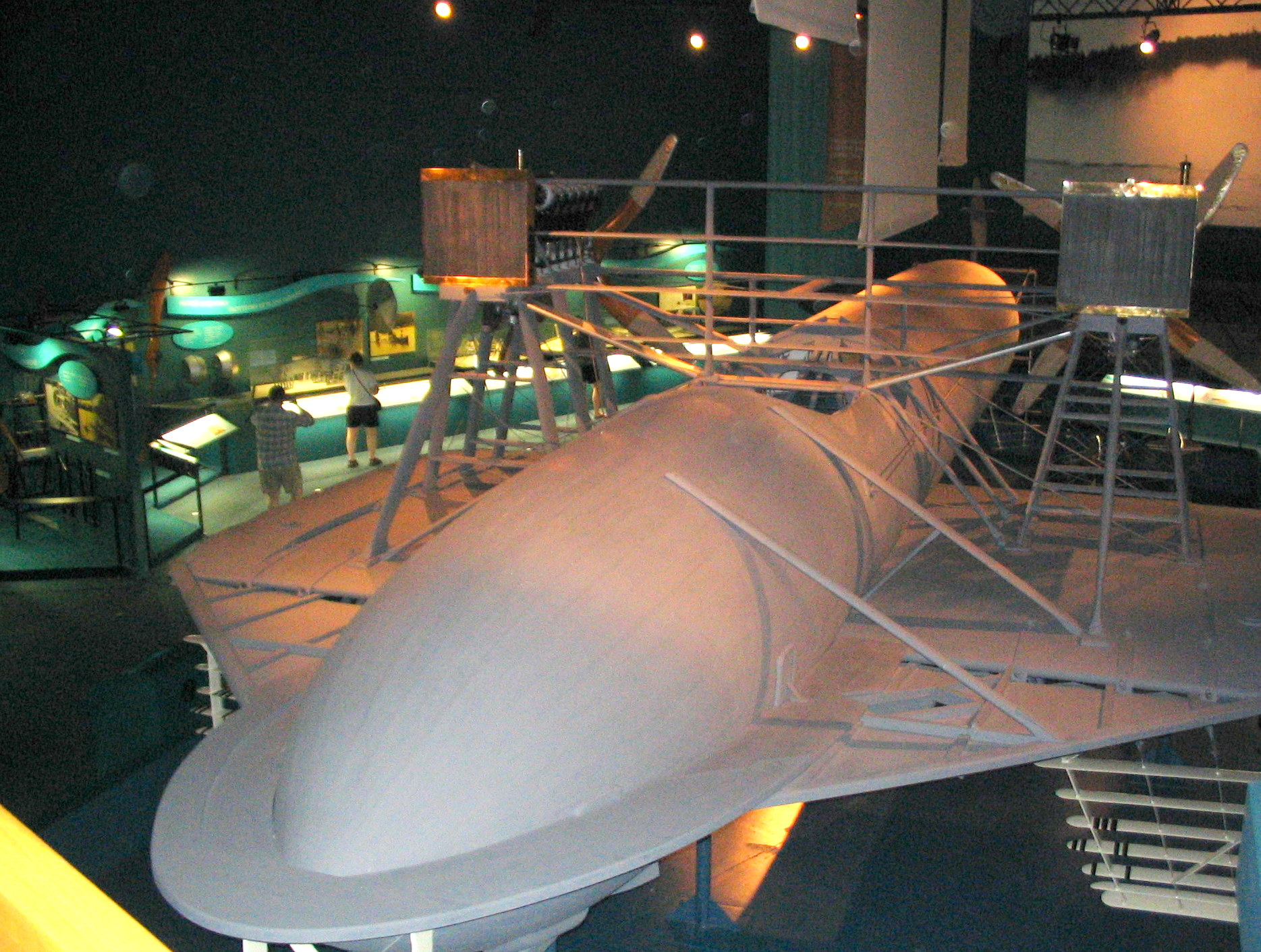
Le musée Alexander Graham Bell